# Елизабет Куманката
Елизабет Куманката (на унгарски: Kun Erzsébet; 1239/40 – 1290) е унгарска кралица (1270 – 1272).

## Биография
Дъщеря е на хан Котян Тертероба и на съпругата му от съюзеното нему Галичко-Волинско княжество. След заселването на куманите в Унгарското кралство съюзът им с унгарците е скрепен с династичен брак между най-големия син на унгарския крал Бела IV Ищван и дъщерята на хан Котян Елизабет.
След сключване на брака Елизабет приема католическата вяра. Със смъртта на съпруга си, от 6 август 1272 поема регентството върху малолетния си син и унгарски крал Ласло IV. Вследствие на майчиното си настойничество той се обгражда с куманско обкръжение, което отчуждава унгарците от него. В крайна сметка при опитите да възвърне унгарската лоялност, Ласло IV е убит от куманите на 10 юли 1290 година.

## Деца
Ищван V и Елизабет имат поне шест деца:
- Елизабет Унгарска (* ок. 1255, † 1313). Първи брак със Завиш фон Фалкенщайн (* ок. 1250, † 1290); втори брак със Стефан Милутин (и за двамата това е втори брак);
- Каталина Унгарска (* ок. 1257, † сл. 1314), омъжена за Стефан Драгутин;
- Мария Унгарска (* 1258, † 1323), омъжена за Карл II Анжуйски, крал на Неапол;
- Анна Унгарска (* ок. 1260, † 1281), омъжена за император Андроник II Палеолог;
- Ласло IV (* 1262, † 1290), крал на Унгария, Хърватия и Далмация, женен за Елизабет Анжуйска;
- Андраш (* 1268, † 1278), херцог на Славония;